# IGR J17329-2731
IGR J17329-2731是歐洲太空總署的天文學家描述的微弱的單一瞬變X射線源（ATel #10644）。該X射線源由雨燕卫星的X射線望遠鏡於2017年8月16日2:26至2:45 UTC觀測到，有效曝光時間超過1000秒。IGR J17329-2731是由天文衛星国际伽玛射线天体物理实验室的IBIS成像儀提供的位置不確定性資料中被偵測到。這個觀測事件被描述為一個共伴X射線聯星的誕生，即一組交互作用聯星生命週期中首次大量輻射X射線，或者也可能是一顆殭屍中子星因為與鄰近紅巨星的交互作用而重新活動。當IGR J17329-2731於2017年首次被描述時，它被視為來自銀河系中心方向的「未知來源」X射線耀斑。